# Georgios Balakakis
Georgios Valakakis foi um esgrimista grego, representou seu país nos Jogos Olímpicos de Verão de 1896  e 1906.
Balakakis competiu no evento folha amador. Ele ficou em quarto lugar de quatro em seu grupo preliminar depois de perder todas as suas lutas, para Eugène-Henri Gravelotte , Konstantinos Komninos-Miliotis e Athanasios Vouros. Isso o colocou em um empate para sétimo no geral, com Ioannis Poulos , que ficou em quarto lugar no outro grupo preliminar. Balakakis não ganhou nenhuma medalha.